# Babalossaim
Babalossaim (em iorubá: Bàbálọsányin) ou olossaim (em iorubá: olọsányìn), da mesma forma que o Babalaô e o Babaogé não conhece o transe, é a pessoa encarregada de colher as ervas, também chamada de folhas sagradas usadas tanto na religião orixá, na de Orumilá e no Culto aos egunguns.
Para ser um babalossaim a pessoa precisa de muitos anos de dedicação no aprendizado, ter memória privilegiada para guardar os nomes das plantas, formatos, horário da colheita, cantigas de cada folha, segredos, efeitos e aplicações. Kosí Ewé, Kosí Òrisà Não tem  folha, não tem Orixá.
O babalossaim aqui mencionado não é um babalorixá, é um cargo específico, é o Sacerdote de Oçânhim, não se refere ao Elegum ou à iaô de Oçânhim, que caso tenha o cargo de babalorixá ou ialorixá terá a função diferente por entrar em transe.
No Brasil, poucas casas tem seu próprio babalossaim. Normalmente essa função é dada a um filho de Oçânhim, a um Ogã ou o próprio babalorixá a executa.

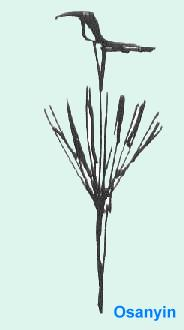
Ferramenta de 'Oçânhim

## Etnobotânica iorubá
A cultura iorubá assim como qualquer outra dos povos ditos primitivos possuem um sistema próprio para classificação das plantas. De acordo com Levi-Strauss em Pensamento Selvagem, em muitas culturas esse saber é dominado por todos os integrantes da tribo e relaciona-se diretamente com os sistemas de parentesco e nomeação. Naturalmente na medida em que aumenta sua complexidade formam-se os especialistas, a existência deste, representado pelo Babalossaim na referida cultura expressa a multidimensão do uso de folhas na medicina, alimentação, rituais religiosos, ou simplesmente descrição da natureza.
Segundo Verger o sistema iorubá de classificação botânica, por ser diverso do elaborado por Lineu (1707-1778) usa diferentes características para identificação e classificação das plantas, sua nomeação leva em conta, seu cheiro, sua cor, a textura de suas folhas, sua reação ao toque e a reação provocada por seus contatos, entre outras.
Bastide, baseado na interpretação do mito em que Iansã espalha com o vento as folhas que Oçânhim guardava e estas, a partir desse instante ficam de posse dos diversos orixás, propõe a utilização da características dos orixás (relações com as partes do corpo, cores, elementos da natureza, etc.) como critério para o sistema etnobotânico de classificação iorubá incluindo entre estas as propriedades farmacológicas e medicinais de cada espécie.
O referencial simbólico sobre cada planta contudo não se limita a ser uma versão mítica de um conjunto de características botânicas e farmacológicas, os cânticos e palavras associados a estas podem modificar o seu efeito e mesmo trazer o seu efeito sem a sua presença física. É preciso não esquecer que estamos numa encruzilhada entre a fé (religião, intuição) e a ciência
(percepção, explicação lógica).